# Caucheros Fútbol Club
Fundación 'Caucheros Fútbol Club es un equipo de fútbol femenino profesional Venezolano, que tiene como sede la Mérida, capital del Mérida, en Venezuela y actualmente participa en la Superliga Femenina Fútbol (Venezuela), que organiza la Federación Venezolana de Fútbol, que es la máxima categoría del fútbol femenino en Venezuela.
Anteriormente y por varios años este club tomó parte en la Liga Nacional de Fútbol Femenino de Venezuela, que antes de crearse la Suerliga, era la máxima categoría del fútbol femenino.
allí Caucheros tenía dos equipos, uno en categoría libre y otro en categoría sub-18.
En la actualidad Caucheros Fútbol Club además de su equipo femenino en la Superliga, tiene uno en categoría sub-16 que se prepara para tomar parte en el torneo femenino de esta misma categoría que organiza la Asociación de Fútbol de Mérida.
Además la Fundación Caucheros FC tiene mucha actividad en el fútbol amateur masculino y en categorías máster o de veteranos (mayores de 35 años) en masculino, ya que tiene un equipo compitiento en el Torneo de categoría Libre de la Liga de Fútbol de La Salle, y en otra tradicional Liga de Veteranos, como es la de La Arenita (todas estas en la ciudad de Mérida), Caucheros compite en tres categorías diferentes: 35 años en adelante, 45 años en adelante y 60 años en adelante.

## Historia
Caucheros Fútbol Club

## Uniforme
Caucheros Fútbol Club

### Indumentaria y patrocinador
| Periodo       | Proveedor        |
| ------------- | ---------------- |
| 2015-presente | Sin Indumentaria |

| Periodo         | Patrocinador     |
| --------------- | ---------------- |
| 2015-Actualidad | Sin patrocinador |

## Instalaciones
Caucheros Fútbol Club

## Plantilla Actual 2017
Caucheros Fútbol Club

## Actual Directiva 2016
| Cargo             | Nombre |
| ----------------- | ------ |
| Presidente        | ?      |
| Director Técnico  | ?      |
| Asistente Técnico | ?      |
| Preparador Físico | ?      |
| Utilero           | ?      |
| Fisio Terapeuta   | ?      |

## Palmarés
- Liga Nacional de Fútbol Femenino de Venezuela (0):

- Copa Venezuela de Fútbol Femenino (0):